# プラチュワップキーリーカン駅
プラチュワップキーリーカン駅（プラチュワップキーリーカンえき、タイ語:สถานีรถไฟประจวบคีรีขันธ์）は、タイ王国中部プラチュワップキーリーカン県ムアンプラチュワップキーリーカン郡にある、タイ国有鉄道南本線の駅である。

## 概要
プラチュワップキーリーカン駅は、タイ王国南部プラチュワップキーリーカン県の県庁所在地であり、人口9万人が暮らすムアンプラチュワップキーリーカン郡にある。町の中心部に位置する為、利便性が良い。駅の正面側（東側）が、市街地である。1日に22本（11往復、内1往復は当駅が始発、終着）の列車が発着する。内訳は特急3往復、急行1往復、快速4往復、普通3往復である。一等駅であるが、全列車が停車するわけではない。当駅に発着するバンコク発着の優等列車は全てクルンテープ駅発着であり、その乗車距離は318.38kmであり、特急列車利用で4時間30分程度である。当駅より隣国ミャンマーまで20km、リゾート海岸まで600mと近距離のため、訪れる観光客が多い。

## 歴史
タイ国有鉄道南本線の本格的な工事は北側1カ所（ペッチャブリー駅）、南側2カ所（ソンクラー駅、カンタン駅）の3カ所より開始された。当駅はペッチャブリー駅側からの工事により1914年6月1日に開業した。この時点では終着駅であったが、その1年6か月後の1915年12月1日にバーンクルット駅までの延伸開業により当駅は中間駅となった。
- 1903年6月19日 【開業】旧トンブリー駅 - ペッチャブリー駅 (150.49km)
- 1911年6月9日 【開業】ペッチャブリー駅 - チャアム駅 (36.57km)
- 1911年11月25日 【開業】チャアム駅 - フワヒン駅 (25.93km)
- 1914年1月1日 【開業】フワヒン駅 - ワンポン駅 (19.86km)
- 1914年6月1日  【開業】ワンポン駅 - プラチュアップキーリーカーン駅 (69.48km)
- 1915年12月1日 【開業】プラチュアップキーリーカーン駅 - バーンクルット駅 (58.2km)

## 駅構造
単式及び島式1面の複合型ホーム2面2線をもつ地上駅であり、駅舎はホームに面している。

## 駅周辺
- プラチュアップキーリカン夜市（230m)
- プラチュワップキーリーカン地方博物館 (300m)
- 富士山（山梨県出身[2]の日本人が店主の、2017年12月23日にオープンした日本料理店[3]、1km)
- プラチュワップキーリーカンバスターミナル (2km)